# Franz Pillixeder
Franz Pillixeder (ur. 1901, zm. ?) – zbrodniarz hitlerowski, inspektor niemieckiej policji kryminalnej i członek załogi obozu koncentracyjnego Gusen.
Austriak z pochodzenia, z zawodu był policjantem. Sekretarz kryminalny (Kriminalsekretar) w Wydziale Politycznym (obozowe gestapo) w Gusen od 10 listopada 1941 do czerwca 1944. Nosił mundur SS z insygniami SS-Hauptscharführera. Pillixeder odpowiadał między innymi za raporty dotyczące śmierci więźniów i przesłuchania.
Za swoje zbrodnie Pillixeder został osądzony w dziewiątym procesie załogi Mauthausen-Gusen przed amerykańskim Trybunałem Wojskowym w Dachau. Wymierzono mu karę 30 lat pozbawienia wolności.